# Vilim Korajac
Vilim Korajac (Kaptol, 27. svibnja 1839. – Zemun, 19. rujna 1899.) je bio hrvatski književnik rodom iz Kaptola. Pisao je feljtone, didaktične članke i novele.
Rodio se u Kaptolu kod Požege. U obližnjoj Požegi je završio srednju školu kod franjevaca, a potom odlazi u sjemenište u Đakovo. 1862. se zaredio, a već iduće godine je predavao na istom sjemeništu.
U njegovim djelima se provlačila humoristična crta. Jedan je od utemeljitelja hrvatske humoristično-satirične proze.
Umro je 1899. u Zemunu.

## Djela
(izbor)
- Šijaci